# Master
Der Master (englisch; [ˈmaːstɐ] oder [ˈmaːstə], von lateinisch Magister) ist der zweithöchste akademische Grad und wird nach erfolgreichem Abschluss eines Masterstudiums von Universitäten oder ihnen gleichgestellten Hochschulen vergeben. Das Masterstudium stellt dabei ein postgraduales Studium dar, das im Anschluss an ein grundständiges Studium (in aller Regel ein Bachelorstudium) erfolgt. Das Masterstudium umfasst unter Anrechnung der vorausgegangenen Studiensemester meist zwei bis vier Semester (Regelstudienzeit) und kann als konsekutives Masterstudium der wissenschaftlichen Vertiefung des vorherigen Studiums dienen oder als nicht-konsekutives Masterstudium neue Wissensgebiete erschließen. Neben dem erfolgreichen Besuch von Lehrveranstaltungen ist im Rahmen des Studiums eine Masterarbeit zu schreiben. In vielen Staaten (und teils auch Hochschulen innerhalb eines Staates) gibt es Masterstudien, die in Ausrichtung (eher anwendungsorientiert oder eher forschungsorientiert), Dauer, Zulassungsvoraussetzungen und Aufbau variieren.
Die Abschlussbezeichnung Master wurde im Rahmen des Bologna-Prozesses und der damit einhergehenden neuen Studienstruktur in Europa eingeführt und der seitdem verliehene Master-Grad entspricht mindestens der fachlichen Qualifikation der zuvor verliehenen akademischen Grade Diplom bzw. Magister. Der Master ist ein berufsqualifizierender Abschluss und berechtigt zur Aufnahme einer Reihe verschiedener Berufstätigkeiten in der Wirtschaft und Wissenschaft bzw. zur Aufnahme eines weiterführenden Promotionsstudiums.
Der akademische Mastergrad wird (gemäß DIN-Norm 5008) üblicherweise hinter dem Nachnamen geführt (beispielsweise Max Mustermann, M.A.) und darf nur in der Form geführt werden wie in der Verleihungsurkunde angegeben.

## Deutschland

### Allgemein
Der Master als akademischer Grad wird von Hochschulen (Universitäten, gleichgestellten Hochschulen, Kunst- und Musikhochschulen, Fachhochschulen bzw. Hochschulen für angewandte Wissenschaften (HAW)) verliehen. Die bisher von Universitäten und gleichgestellten Hochschulen sowie von Kunst- und Musikhochschulen verliehenen traditionellen, einstufigen Abschlüsse gelten als äquivalent zum Master. Der Master verleiht dieselben Berechtigungen wie die bisherigen Diplom- und Magisterabschlüsse der Universitäten. Nach den Vorgaben der Länder ist bei einem Masterstudiengang ein hohes fachliches und wissenschaftliches Niveau zu gewährleisten, das mindestens dem der eingeführten Diplomabschlüsse entsprechen muss.
Der Masterstudiengang ist ein Studium, das zur wissenschaftlichen Arbeit und Methodik befähigen soll, theoretisch-analytische Fähigkeiten vermittelt und die Absolventen in die Lage versetzen soll, sich offen und kreativ auf neue Bedingungen im Berufsleben einzustellen. Der Masterabschluss ist berufsqualifizierend und berechtigt zur anschließenden Promotion. Die Universitäten (hier: NRW) können in ihren Promotionsordnungen die Zulassung zum Promotionsverfahren von weiteren Voraussetzungen (Studien- und Prüfungsleistungen) abhängig machen.
Zur Abschlussprüfung gehört die Masterarbeit, mit der nachgewiesen wird, dass der Verfasser innerhalb einer vorgegebenen Frist eine Aufgabe aus dem jeweiligen Fachgebiet selbstständig nach wissenschaftlichen Methoden bearbeiten kann. Durch eine Akkreditierung wird die Erfüllung vorgegebener Anforderungen geprüft.
Masterstudiengänge können vier verschiedenen Profiltypen zugeordnet werden: stärker forschungsorientiert, stärker anwendungsorientiert, künstlerisch und lehramtsbezogen. Die beiden international verbreiteten Profiltypen stärker forschungsorientiert und stärker anwendungsorientiert sind nicht exakt voneinander abgrenzbar und gleichermaßen wissenschaftlich. Die Zuweisung eines Studiengangs zu einem der beiden Profiltypen bezieht sich ausschließlich auf unterschiedliche Schwerpunkte und damit auf relative Unterschiede zwischen den verschiedenen Studiengängen. Beide Profiltypen sind in ihrer Wertigkeit gleich und werden hochschulübergreifend angeboten.
Das künstlerische Profil haben Masterstudiengänge an Kunst- und Musikhochschulen. Masterstudiengänge, mit denen die Voraussetzungen für ein Lehramt vermittelt werden, haben ein lehramtsbezogenes Profil.
Die Einführung des Masters in Deutschland erfolgt im Rahmen des Bologna-Prozesses. Die Einführung der neuen Studiengänge war für 2010 angestrebt und ist überwiegend abgeschlossen, bis auf einige Studiengänge an Kunst- und Musikhochschulen sowie staatliche und kirchliche Abschlüsse.
In der Bundesrepublik Deutschland gibt es konsekutive und weiterbildende Masterstudiengänge:
- Ein konsekutiver Masterstudiengang baut im Prinzip auf einem speziellen Bachelorstudiengang auf. In diesem Fall kann er den Bachelorstudiengang fachlich fortführen und vertiefen oder fachübergreifend erweitern. Seit 2008 verankern die Strukturvorgaben der Kultusministerkonferenz (KMK) allerdings auch fachlich andere Masterstudiengänge als konsekutive Studiengänge, sodass nur die weiterbildenden Studiengänge abgegrenzt sind.[2]
- Weiterbildende Studiengänge setzen nach einem qualifizierten Hochschulabschluss qualifizierte berufspraktische Erfahrung von i. d. R. nicht unter einem Jahr voraus. Die Inhalte des weiterbildenden Studiengangs sollen die beruflichen Erfahrungen berücksichtigen und an diese anknüpfen. Weiterbildende Studiengänge entsprechen in den Anforderungen (Ziff. 1.3 und 1.4 des Beschlusses der Kultusministerkonferenz vom 10. Oktober 2003 i. d. F. vom 18. September 2008) den konsekutiven Masterstudiengängen und führen zu dem gleichen Qualifikationsniveau und zu denselben Berechtigungen. Weiterbildende Studiengänge, die mit dem Master abschließen, wurden an manchen Hochschulen schon vor Einführung des Bologna-Prozesses bzw. vor dessen Auswirkung auf die jeweiligen traditionellen grundständigen Studiengänge angeboten.
- Ausländische weiterbildende Studiengänge wie z. B. ein spanischer Titulo-Propio-Masterstudiengang, setzen ebenfalls Erfahrung von i. d. R. nicht unter einem Jahr voraus. Die Inhalte des hochschuleigenen Studiengangs sollen ebenfalls die beruflichen Erfahrungen berücksichtigen und an diese anknüpfen bzw. eine fachspezifische Ausbildung bieten. Wird ein solcher Master-Grad innerhalb der EU erworben, darf dieser in Deutschland in der verliehenen Original-Form geführt und je nach Studienrichtung als „M.Sc.“ oder „M.A.“ abgekürzt werden. Da diese Studiengänge jedoch nicht als äquivalent zu den im Rahmen der Bologna-Prozess eingeführten Masterstudienabschlüsse gelten, entscheidet über die Anerkennung solcher Master-Abschlüsse in Deutschland schlussendlich immer der Arbeitgeber. Laut Anabin werden solche Studiengänge in Deutschland jedoch prinzipiell als postgraduale Weiterbildung anerkannt.[6]

Die Strukturvorgaben der KMK sahen in der Vergangenheit auch sogenannte nicht konsekutive Masterstudiengänge vor, die im Gegensatz zu den konsekutiven Masterstudiengängen inhaltlich nicht auf dem vorangegangenen Bachelorstudiengang aufbauten. Die nicht konsekutiven Studiengänge wurden wie weiterbildende Studiengänge behandelt. Seit 2008 ordnet die KMK fachlich andere Masterstudiengänge den konsekutiven Studiengängen zu. Diese Anpassung wird sich jedoch nur im Rahmen von Re-Akkreditierungen auswirken.
Die Regelstudienzeit für einen Masterstudiengang beträgt mindestens ein, höchstens zwei Jahre. Bei einem konsekutiven Studiengang darf die Gesamtregelstudienzeit fünf Jahre nicht überschreiten, was 300 ECTS-Punkten entspricht. Aufgrund besonderer studienorganisatorischer Maßnahmen sind ausnahmsweise auch kürzere Gesamtregelstudienzeiten möglich. An Kunst- und Musikhochschulen dürfen konsekutive Studiengänge mit einer Gesamtregelstudienzeit von bis zu sechs Jahren eingerichtet werden, was 360 ECTS-Punkten entspricht.
Die folgende Abbildung zeigt einige mögliche Kombinationen von Regelstudienzeiten für konsekutive Bachelor- und Masterstudiengänge und stellt sie dem traditionellen Diplom gegenüber:
| 1. Jahr                                                      | 1. Jahr                                                      | 2. Jahr                                                      | 2. Jahr                                                      | 3. Jahr                                                      | 3. Jahr                                                      | 4. Jahr                                                      | 4. Jahr                                                    | 5. Jahr                                          | 5. Jahr                                          |
| Bachelor ⇒ 6 Semester / 180 ECTS-Punkte (häufigste Variante) | Bachelor ⇒ 6 Semester / 180 ECTS-Punkte (häufigste Variante) | Bachelor ⇒ 6 Semester / 180 ECTS-Punkte (häufigste Variante) | Bachelor ⇒ 6 Semester / 180 ECTS-Punkte (häufigste Variante) | Bachelor ⇒ 6 Semester / 180 ECTS-Punkte (häufigste Variante) | Bachelor ⇒ 6 Semester / 180 ECTS-Punkte (häufigste Variante) | konsekutiver Master 4 Semester / 120 ECTS-Punkte             | konsekutiver Master 4 Semester / 120 ECTS-Punkte           | konsekutiver Master 4 Semester / 120 ECTS-Punkte | konsekutiver Master 4 Semester / 120 ECTS-Punkte |
| Bachelor ⇒ 7 Semester / 210 ECTS-Punkte (seltenere Variante) | Bachelor ⇒ 7 Semester / 210 ECTS-Punkte (seltenere Variante) | Bachelor ⇒ 7 Semester / 210 ECTS-Punkte (seltenere Variante) | Bachelor ⇒ 7 Semester / 210 ECTS-Punkte (seltenere Variante) | Bachelor ⇒ 7 Semester / 210 ECTS-Punkte (seltenere Variante) | Bachelor ⇒ 7 Semester / 210 ECTS-Punkte (seltenere Variante) | Bachelor ⇒ 7 Semester / 210 ECTS-Punkte (seltenere Variante) | kons. Master 3 Semester / 90 ECTS-Punkte                   | kons. Master 3 Semester / 90 ECTS-Punkte         | kons. Master 3 Semester / 90 ECTS-Punkte         |
| Bachelor ⇒ 8 Semester / 240 ECTS-Punkte (seltene Variante)   | Bachelor ⇒ 8 Semester / 240 ECTS-Punkte (seltene Variante)   | Bachelor ⇒ 8 Semester / 240 ECTS-Punkte (seltene Variante)   | Bachelor ⇒ 8 Semester / 240 ECTS-Punkte (seltene Variante)   | Bachelor ⇒ 8 Semester / 240 ECTS-Punkte (seltene Variante)   | Bachelor ⇒ 8 Semester / 240 ECTS-Punkte (seltene Variante)   | Bachelor ⇒ 8 Semester / 240 ECTS-Punkte (seltene Variante)   | Bachelor ⇒ 8 Semester / 240 ECTS-Punkte (seltene Variante) | kons. Master 2 Sem./60 ECTS-Punkte               | kons. Master 2 Sem./60 ECTS-Punkte               |
| ------------------------------------------------------------ | ------------------------------------------------------------ | ------------------------------------------------------------ | ------------------------------------------------------------ | ------------------------------------------------------------ | ------------------------------------------------------------ | ------------------------------------------------------------ | ---------------------------------------------------------- | ------------------------------------------------ | ------------------------------------------------ |
| Vordiplom ⇒                                                  | Vordiplom ⇒                                                  | Vordiplom ⇒                                                  | Vordiplom ⇒                                                  | Diplom ca. 8–10 Semester                                     | Diplom ca. 8–10 Semester                                     | Diplom ca. 8–10 Semester                                     | Diplom ca. 8–10 Semester                                   |                                                  |                                                  |
| Vordiplom ⇒                                                  | Vordiplom ⇒                                                  | Vordiplom ⇒                                                  | Vordiplom ⇒                                                  | Diplom ca. 8–10 Semester                                     | Diplom ca. 8–10 Semester                                     | Diplom ca. 8–10 Semester                                     | Diplom ca. 8–10 Semester                                   |                                                  |                                                  |
| Vordiplom ⇒                                                  | Vordiplom ⇒                                                  | Vordiplom ⇒                                                  | Vordiplom ⇒                                                  | Diplom ca. 8–10 Semester                                     | Diplom ca. 8–10 Semester                                     | Diplom ca. 8–10 Semester                                     | Diplom ca. 8–10 Semester                                   |                                                  |                                                  |
| Vordiplom ⇒                                                  | Vordiplom ⇒                                                  | Vordiplom ⇒                                                  | Vordiplom ⇒                                                  | Diplom (FH) ca. 8 Semester                                   | Diplom (FH) ca. 8 Semester                                   | Diplom (FH) ca. 8 Semester                                   | Diplom (FH) ca. 8 Semester                                 |                                                  |                                                  |

Für konsekutive und nicht konsekutive Masterstudiengänge sind jeweils verschiedene Abschlussbezeichnungen zulässig. Es ist den Hochschulen auch erlaubt, deutsche Gradbezeichnungen zu verleihen, z. B. Magister der Wissenschaften. Eine Mischung von Deutsch und Englisch ist den Hochschulen aber nicht gestattet.
An manchen Berufsakademien kann innerhalb von drei Jahren ein Bachelor mit 210 ECTS-Punkte erworben werden. Dies erlaubt es, in manchen Fällen bereits innerhalb von vier Jahren die für einen Master benötigten 300 ECTS-Punkte zu erwerben.
Allgemein gilt, dass entsprechend den Hochschulgesetzen der Länder akademische Grade nur in der Form geführt werden dürfen, die durch die Verleihungsurkunde bzw. die Prüfungsordnung festgelegt ist. Beispielsweise darf ein Absolvent mit Diplom einer Universität trotz rechtlicher Gleichstellung nicht stattdessen einen Mastergrad führen oder umgekehrt.
Ein Mastergrad darf auch nicht aufgrund eines mit Erfolg abgeschlossenen Diplomstudienganges verliehen werden, sondern erfordert ein zusätzliches Studium gemäß der Rahmenvorgaben.
Die Bezeichnung wird meist im angloamerikanischen Stil nach dem Namen und von diesem durch ein Komma getrennt geschrieben, beispielsweise Erika Mustermann, M.A.
Zugangsvoraussetzung für einen Masterstudiengang ist in vielen Bundesländern ein berufsqualifizierender Hochschulabschluss. Ausgeschlossen sind somit meist grundständige Studiengänge, die unmittelbar zu einem Masterabschluss führen. Es muss von den Hochschulen individuell geprüft werden, ob ein Absolvent zum Masterstudium zugelassen wird. Die Zugangsvoraussetzungen sind Gegenstand der Akkreditierung. Für die Zulassung zu künstlerischen Masterstudiengängen muss in allen Fällen eine besondere künstlerische Eignung nachgewiesen werden.

### Abschlussbezeichnungen (konsekutive Mastergrade)
Um ein möglichst hohes Maß an Transparenz und Übersichtlichkeit zu gewährleisten, hat die KMK entschieden, dass für konsekutive Masterstudiengänge nur sieben verschiedene Abschlussbezeichnungen zulässig sind. Diese orientieren sich am Inhalt des Studiengangs. M.A. und M.Sc. sind dabei die häufigsten Abschlüsse.
Fachliche Zusätze sind für den Mastergrad generell unzulässig. Zwar wird manchmal der Studiengang „Master of … in …“ genannt, dies ist dann aber nicht die Bezeichnung des Mastergrads selbst, der durch die jeweilige Prüfungsordnung festgelegt wird. Die Kürzel zu den Mastergraden werden teilweise nach angelsächsischem Vorbild auch ohne Punkte geschrieben.
Da die Eingrenzung auf wenige zulässige Abschlussbezeichnungen erst nachträglich durch die KMK beschlossen wurde, werden in einigen Studiengängen noch abweichende Mastergrade verliehen. Die Anpassung an die nachträglichen Vorgaben erfolgt im Rahmen der Reakkreditierung der jeweiligen Studiengänge. In den Strukturvorgaben der KMK in der Fassung vom 10. Oktober 2003 waren die Abschlüsse M.A., M.Sc., M.Eng. und LL.M. als Abschlüsse für konsekutive Studiengänge festgelegt, in der Fassung vom 22. September 2005 wurden die Abschlüsse M.F.A., M.Mus. und M.Ed. ergänzt.

#### Master of Arts (M.A.)
Der Master of Arts (auch M.A. abgekürzt) ist üblich in den Geisteswissenschaften und Sozialwissenschaften und kann an einen Bachelor of Arts angeschlossen werden (in besonderen Fällen auch an einen Bachelor of Science). Der Master of Arts wird auch von Kunsthochschulen im Bereich der darstellenden Kunst und in künstlerisch angewandten Studiengängen vergeben.
Der Master of Arts wird nach Beschluss der Kultusministerkonferenz auch in Evangelischer oder Katholischer Theologie oder Religion vergeben, sofern es sich nicht um ein Lehramtsstudium oder um einen weiterhin grundständigen Studiengang mit Abschluss Magister Theologiae handelt.
M.A. ist ebenfalls die Abkürzung für den früheren Abschluss Magister Artium, mit dem ein grundständiger Studiengang vor der Einführung der Studienstruktur des Bologna-Prozesses abgeschlossen werden konnte. Dieser Abschluss ist dem Master gleichwertig, allerdings sind die Grade nicht identisch oder austauschbar.

#### Master of Education (M.Ed.)
Der Master of Education (auch M.Ed. abgekürzt) wird in Studiengängen vergeben, die Voraussetzungen für ein Lehramt vermitteln.
Das Lehramt kann auf Grund-, Haupt- und Realschulen, Gymnasien und Gesamtschulen, Sonderschulen sowie Berufskollegs bzw. Berufsschulen bezogen sein. Der Master wird i. d. R. im Anschluss an ein zweijähriges Studium vergeben. Er kann an einen Bachelor of Education, einen Bachelor of Science, einen Bachelor of Arts oder einen Bachelor of Engineering angeschlossen werden.
Die Kultusministerkonferenz (KMK) hat 2005 Anforderungen für die gegenseitige Anerkennung von Bachelor- und Masterabschlüssen in Studiengängen beschlossen, mit denen die Bildungsvoraussetzungen für ein Lehramt vermittelt werden.
Der Master of Education ist dem Ersten Staatsexamen in vielen Bundesländern gleichgestellt und ermöglicht gegebenenfalls den Zugang zum Referendariat oder, wo dies nicht notwendig ist, direkt den Zugang zum Lehramt. In Bayern ist beispielsweise weiterhin die Erste Staatsprüfung für ein Lehramt an öffentlichen Schulen alleinige Voraussetzung für das Referendariat bzw. den Vorbereitungsdienst. Der Master of Education kann allerdings nicht in jedem Bundesland erworben werden und nicht jedes Fach bzw. jede Fächerkombination eignet sich für jeden Schultyp (z. B. wird Latein nur an Gymnasien und Gesamtschulen unterrichtet).
Nach Beschluss der KMK werden auch Studiengänge, die die Voraussetzungen für ein Lehramt in Evangelischer oder Katholischer Religion vermitteln, mit einem Bachelor oder Master of Education abgeschlossen.

#### Master of Engineering (M.Eng.)
Der Master of Engineering (Master-Ingenieur, auch M.Eng.) wird im Bereich der Ingenieurwissenschaften verliehen. Je nach inhaltlicher Ausrichtung des Studiengangs und der vergebenden Hochschule kann in den Ingenieurwissenschaften auch der Master of Science verliehen werden.

#### Master of Fine Arts (M.F.A.)
Der Master of Fine Arts (häufig auch M.F.A. oder MFA abgekürzt) wird für Abschlüsse im Bereich der schönen Künste, also beispielsweise Bildende Kunst, Theaterwissenschaft, Fotografie oder Zeichnen vergeben. Meist handelt es sich um Abschlüsse von Kunsthochschulen. Zugangsvoraussetzung ist i. d. R. ein Bachelor of Fine Arts. In künstlerisch angewandten Studiengängen und darstellender Kunst wird jedoch oftmals der Master of Arts vergeben.

#### Master of Laws (LL.M.)
Der Master of Laws (häufig auch LL.M. abgekürzt) wird in rechtswissenschaftlichen Studiengängen vergeben. Zugangsvoraussetzung ist i. d. R. entweder ein Bachelor of Laws, das Erste Staatsexamen in Jura oder einer der traditionellen akademischen Grade Diplom-Jurist (wird nach dem Ersten Staatsexamen vergeben) und Diplom-Wirtschaftsjurist (FH).
Die erste Prüfung und zweite Staatsprüfung sind weiterhin Voraussetzung zum Erwerb der Befähigung zum Richteramt (§ 5 DRiG) und damit für die Ausübung der geregelten Berufe (Rechtsanwalt, Staatsanwalt, Richter etc.). Eine Ausnahme gilt lediglich für Universitätsprofessoren (§ 7 DRiG).

#### Master of Music (M.Mus.)
Der Master of Music (häufig auch M.Mus. abgekürzt) wird für Abschlüsse im Bereich Musik vergeben, i. d. R. von Musikhochschulen. Zugangsvoraussetzung ist i. d. R. ein Bachelor of Music.

#### Master of Science (M.Sc.)
Der Master of Science (auch M.S., M.Sc. oder MSc abgekürzt) ist üblich in Mathematik, Informatik und den Naturwissenschaften. Je nach inhaltlicher Ausrichtung des Studiengangs kann der Master of Science auch in Wirtschaftswissenschaften und Ingenieurwissenschaften verliehen werden. Letzteres ist insbesondere an (Technischen) Universitäten der Fall, während Fachhochschulen bevorzugt den Master of Engineering in Ingenieurwissenschaften vergeben. Außerdem kann er in Studiengängen der Psychologie sowie Medizin vergeben werden, die nicht mit dem Staatsexamen abschließen.
Der Master of Science kann an einen Bachelor of Science angeschlossen werden. In besonderen Fällen kann als Zugangsvoraussetzung auch ein vorangegangener Bachelor of Arts, ein Bachelor of Engineering oder ein Diplomstudiengang der gleichen Fachrichtung anerkannt werden.

### Zugang zu Beamtenlaufbahnen
Die Innenminister- und die Kultusministerkonferenz haben sich darauf verständigt, Bachelorabschlüsse (von Universitäten und Fachhochschulen) den Laufbahnen des gehobenen Dienstes und Masterabschlüsse (von Universitäten und Fachhochschulen) den Laufbahnen des höheren Dienstes zuzuordnen.
Geschichte: Hinsichtlich der Masterabschlüsse sollte anfangs differenziert werden zwischen Masterabschlüssen an Universitäten und Fachhochschulen. Die Gleichwertigkeit und somit der Zugang zum höheren Dienst im öffentlichen Dienst sollte durch eine gesonderte Eignungsfeststellung im Rahmen der Akkreditierung der Fachhochschulstudiengänge förmlich festgestellt werden. Inzwischen werden alle Hochschulstudiengänge förmlich akkreditiert und eine entsprechende Vereinbarung („Zugang zu den Laufbahnen des höheren Dienstes durch Masterabschluss an Fachhochschulen“) durch Beschlüsse der Kultusministerkonferenz vom 24. Mai 2002 und der Innenministerkonferenz vom 6. Juni 2002 über die Gleichwertigkeit war die Folge.
Aufgrund der Erfahrungen mit der Akkreditierung von Masterabschlüssen von Fachhochschulen wurden auf der Kultusministerkonferenz vom 20. September 2007 und Innenministerkonferenz vom 7. Dezember 2007 beschlossen, auf eine gesonderte Eignungsfeststellung im Rahmen der Akkreditierung zu verzichten und damit allen Masterabsolventen, unabhängig davon, ob sie ihren Master an einer Fachhochschule oder Universität erworben haben, den Zugang zum höheren Dienst in der Beamtenlaufbahn des öffentlichen Dienstes zu eröffnen. Die Vereinbarung aus dem Jahre 2002 wurde durch die geänderte Vereinbarung „Zugang zu den Laufbahnen des höheren Dienstes durch Masterabschluss an Fachhochschulen“ am 1. Januar 2008 ersetzt.

### Promotionsberechtigung
Für Masterabschlüsse legen die Strukturvorgaben der KMK fest, dass sie den Zugang zur Promotion eröffnen – unabhängig davon, ob sie in einem ein- oder zweijährigen Masterstudium an einer Universität oder gleichgestellten Hochschule oder an einer Fachhochschule erworben wurden. Der Master
stellt somit die neue Regelvoraussetzung zur Promotion dar. Masterabschlüsse von Kunst- und Musikhochschulen eröffnen den Zugang zur Promotion nur insoweit, als mit dem Abschluss des Masterstudiums eine hinreichende wissenschaftliche Qualifikation für ein Promotionsvorhaben erworben wurde.
In einigen Bundesländern können die Universitäten in ihren Promotionsordnungen die Zulassung zum Promotionsverfahren von weiteren Voraussetzungen (Studien- und Prüfungsleistungen) abhängig machen (z. B. in Nordrhein-Westfalen). In den meisten Ländern ist dies aber nicht der Fall (z. B. Baden-Württemberg oder Bayern).
Inhaber eines im In- oder Ausland erworbenen Bachelorgrades können dagegen nur als Ausnahmefall im Wege eines Eignungsfeststellungsverfahrens unmittelbar zu einem Promotionsstudium zugelassen werden. Die Universitäten regeln den Zugang sowie die Ausgestaltung des Eignungsfeststellungsverfahrens und ggf. das Zusammenwirken mit Fachhochschulen in ihren Promotionsordnungen.

### Abgrenzung Master Professional in Ausbildungsberufen
Der sogenannte Master Professional sowie der 300 Stunden weniger umfassende Bachelor Professional sind in Deutschland seit 2020 zusätzlich auf die Berufsschulzeugnisse aufgedruckte Titel im Berufschulbereich ohne Hochschulausbildung, berechtigen zu einer Hochschulausbildung im Fachbereich. Sie entsprechen meist dem Rang eines Fachwirtes, staatlich anerkanntem Erziehers Meisters, Schweißlehrers oder Technikers und sollen der internationalen Verständlichkeit dienen und Gleichwertigkeit mit den akademischen Graden sowie Praxisnähe zum Ausdruck bringen. Gegner sehen Verwechslungsgefahr zu den akademischen Abschlüssen oder fürchten eine Abwertung.

## Österreich
In Österreich werden Mastergrade von öffentlichen und privaten Universitäten, Fachhochschulen sowie (bis 2012 und unter der Bezeichnung „Lehrgang universitären Charakters“) von privaten Anbietern vergeben. Die Studiengänge können forschungsorientiert oder anwendungsorientiert eingerichtet sein.
Das Masterstudium ist ein vollwertiges Studium, dauert mindestens vier Semester, bedarf typischerweise 90 ECTS-Punkte bis 120 ECTS-Punkte (Minimum 60 ECTS-Punkte) und endet mit Sponsion. Die Zulassung zu einem Masterstudium ist nur mit einem gleichwertigen und facheinschlägigen Studium möglich.
Die neu eingeführten, auf vorangehende Bachelorstudien fachlich aufbauenden, Master ersetzen die bisherigen Diplomstudien.
Die Mastergrade in der Weiterbildung (Universitätslehrgänge nach § 58 des Universitätsgesetzes 2002, Lehrgänge universitären Charakters nach § 28 des Universitäts-Studiengesetzes, Lehrgänge zur Weiterbildung nach § 9 Abs. 2 des Fachhochschul-Studiengesetzes sowie Hochschullehrgänge nach § 39 Abs. 2 des Hochschulgesetzes 2005) sind nicht identisch mit den Mastergraden aufgrund des Abschlusses ordentlicher Studien (Masterstudien), auch wenn sie zum Teil denselben Wortlaut haben.
Anders als der deutsche Mastergrad werden die Magistertitel in Österreich vor dem Namen angegeben.

### Akademische Grade in den ordentlichen (konsekutiven) Masterstudien
Je nach Institution und Zeitpunkt des Abschlusses gibt es eine Reihe verschiedener akademischer Grade für Studien auf Masterniveau.

#### Traditionelle Grade (Magistergrade)
Die ersten, mit dem Universitäts-Studiengesetz 1997 eingeführten Studien auf Master-Niveau wurden Magisterstudien genannt und genauso wie die traditionellen Diplomstudien mit den akademischen Graden Magister bzw. Diplom-Ingenieur etc. abgeschlossen. Dies galt auch für Fachhochschulstudiengänge, deren Abschlussgrade den Zusatz „(FH)“ erhielten. Einige der am häufigsten verliehenen Grade:
- Dipl.-Ing. bzw. DI (Diplom-Ingenieur, nur für Ingenieur-Studiengänge)
- Mag. art. (Magister artium, Magister der Künste)
- Mag. iur. (Magister/Magistra iuris, Magister/Magistra der Rechtswissenschaften)
- Mag. phil. (Magister/Magistra philosophiae, Magister/Magistra der Philosophie)
- Mag. rer. nat. (Magister/Magistra rerum naturalium, Magister/Magistra der Naturwissenschaft)
- Mag. rer. soc. oec. (Magister/Magistra rerum socialium oeconomicarumque, Magister/Magistra der Sozial- und Wirtschaftswissenschaften)

#### Bezeichnungen der Mastergrade
Im Jahr 2006 wurden die Abschlüsse durch Novellen des Universitätsgesetzes 2002 und Fachhochschul-Studiengesetzes 1993 geändert. Neu eingerichtete Studien heißen „Masterstudien“, als Abschluss sind die Bezeichnungen „Master …“ oder – wahlweise, aber nur in technischen Fächern – „Diplom-Ingenieur“ zulässig.
Einige der am häufigsten verliehenen Grade:
- LL. M. bzw. LLM (Legum Magister/Magistra)
- M. A. bzw. MA (Master of Arts)
- M. Sc. bzw. MSc (Master of Science)
- M. Ed. bzw. MEd (Master of Education)

### Mastergrade in der Weiterbildung
Im Bereich der Weiterbildung (Universitätslehrgänge, Lehrgänge zur Weiterbildung an Fachhochschulen, Lehrgängen universitären Charakters) waren nie auf „Magistra“ oder „Magister“ lautende akademische Grade vorgesehen. Erstmals war für diese Angebote im Universitäts-Studiengesetz 1997 die Verleihung von Mastergraden vorgesehen. Für den Zugang zu diesen „außerordentlichen“ Studien wird nicht zwangsweise ein abgeschlossenes ordentliches Studium vorausgesetzt; meist sind lediglich mehrere Jahre Berufspraxis bzw. die positive Absolvierung einer Aufnahmeprüfung gefordert. Der Studienaufwand für einen MBA-Lehrgang beträgt zumeist 60 bis 90 ECTS-Punkte, d. h. ohne vorangegangenes Studium liegt der Gesamtaufwand für einen derartigen Mastergrad bei etwa 60 bis 90 ECTS. Im Vergleich dazu erfordert ein typischer Bachelor-Abschluss, der die Zugangsvoraussetzung für ein „ordentliches“ Masterstudium darstellt, mindestens 180 ECTS. Die Mastergrade in der Weiterbildung sind daher nicht identisch mit den Mastergraden aufgrund des Abschlusses ordentlicher Studien (Masterstudien), auch wenn deren Titel zum Teil denselben Wortlaut haben.

## Schweiz
Im Bildungssystem in der Schweiz gibt es auf Stufe der Masterstudien ebenfalls konsekutive Studiengänge, die forschungsorientiert oder anwendungsorientiert ausgerichtet sein können. Darunter auch Abschlüsse in Disziplinen, die in Deutschland nicht auf das Bachelor/Master-System umgestellt wurden, wie im Bereich Medizin oder der Rechtswissenschaft. Folgende Grade werden in solchen Studiengängen vergeben:
- MA (Master of Arts)
- MEng (Master of Engineering)
- MLaw (Master of Law)
- MMed (Master of Medicine)
- MSc (Master of Science)
- MTh (Master of Theology)

Daneben gibt es so genannte Nachdiplomstudiengänge, die zum Bereich der akademischen Weiterbildung gezählt werden. Angeboten werden solche Studiengänge sowohl an Schweizer Universitäten als auch an Fachhochschulen. Wenn ein solcher Nachdiplomstudiengang im Niveau einem konsekutiven Studiengang entspricht, kann ein Mastergrad an Absolventen eines solchen Studienganges verliehen werden. In den meisten Studienrichtungen handelt es sich dabei um den Grad Master of Advanced Studies (MAS) unter Angabe der Fachrichtung. Eine Ausnahme sind Abschlüsse im Bereich Betriebswirtschaftslehre, die zum Grad Master of Business Administration (MBA) oder Executive Master of Business Administration (EMBA) führen.
In der Schweiz hat die Universitätskommission beschlossen, auf Wunsch des Studienabsolventen die Umschreibung der akademischen Grade Lizentiat und verschiedener Diplome auf die bis 2010 einzuführenden Bezeichnungen zu ermöglichen. Rechtlich sind sie ohnehin gleichwertig, dürfen aber im Schriftverkehr nicht vermischt angeführt werden.
Wer einen Studiengang nach der (alten) Lizentiatsordnung absolvierte, darf sich auch MA oder Master of Arts nennen, also beide Grade führen. Die Hochschulen stellen entsprechende Papiere aus. Jedoch darf man nicht beide Titel, also lic. und Master of Arts (MA) in ein und demselben Dokument anführen, da sonst der Eindruck erweckt werden könnte, man hätte mehrere Titel erworben.
Fachhochschulen sind in der Schweiz seit 2008 befugt, Masterstudiengänge anzubieten.
Ferner sind bei privaten Bildungsinstitutionen Mastergrade erreichbar. Einzelne sind nach niederländischem Recht vom Dutch Validation Council beziehungsweise von dessen Nachfolgeorganisation, der Niederländischen Qualitätsagentur (NQA), akkreditiert (etwa die „Master of Arts“ des Zentrums für Agogik, Basel), MBA-Programme häufig von der FIBAA, der AACSB oder dem EQUIS.

## Großbritannien

### Allgemein
In Großbritannien dauert das übliche Masterstudium ein bis zwei Jahre im Vollzeitstudium, eine verbindliche staatliche Definition für Masterstudien gibt es aber nicht. Die Auswahl der Studenten und Anerkennung etwaiger Vorstudien obliegt der jeweiligen Universität.
Es wird in Großbritannien grob zwischen sogenannten Taught Masters und Research Masters unterschieden. Das Curriculum eines Taught Masters besteht aus einer Reihe von Kursen und endet, nach Absolvierung dieser Kurse, mit dem Verfassen einer Abschlussarbeit (dissertation). Die häufigsten akademischen Grade für solche Studiengänge sind MA (Master of Arts) und MSc (Master of Science), daneben existiert aber eine Vielzahl von anderen Master-Bezeichnungen.
Insgesamt schließen in Großbritannien nur 12 Prozent der Bachelorabsolventen direkt ein Masterstudium an. Das Masterstudium selbst kann berufsqualifizierend sein, alternativ können sich Absolventen für einen sogenannten „research master“ entscheiden
Research Master Degrees sind überwiegend Forschungsstudiengänge und enthalten keine oder nur wenig verpflichtende Kurse. Die Abschlussarbeit (thesis) ist dagegen umfangreicher. Übliche akademische Grade für solche Studiengänge sind MPhil (Master of Philosophy), MLitt (Master of Letters) und MRes (Master of Research).
Der International Master (abgekürzt: IntM oder IM) wird von manchen Universitäten im Zuge eines Erasmus Mundus Joint Master Programms verliehen. Die Bezeichnung International Master soll im Vergleich zu anderen Abschlussbezeichnungen signalisieren, dass das jeweilige Studium an zwei oder mehreren Universitäten in verschiedenen Ländern der Europäischen Union stattgefunden hat. Es handelt sich dabei nicht um optionale Auslandssemester, sondern die akademische Mobilität ist ein fester Bestandteil des Studiums und der akademische Grad wird gemeinsam als Joint Degree von allen beteiligten Universitäten verliehen. Die reguläre Studiendauer beträgt zwei Jahre um die benötigte Anzahl von 120 ECTS zu erreichen.

### Sonderfälle
Eine relativ neue Form des Master’s Degree sind die so genannten Integrated Master’s Degrees. Diese werden in vier bis fünf Jahren in einem einzigen, durchgehenden Studiengang nach Schulabschluss erworben, vergleichbar einem Diplom-Studiengang. Sie werden vor allem in technischen und naturwissenschaftlichen Fächern angeboten; einige gängige Abschlüsse sind MEng (Master of Engineering), MMath (Master of Mathematics), MPhys (Master of Physics) und MPharm (Master of Pharmacy).
In manchen Fällen sind die Gradbezeichnungen irreführend. Einige postgraduale Studien auf Master-Niveau werden mit dem Grad „Bachelor“ abgeschlossen, z. B. der Bachelor of Philosophy der Universität Oxford sowie der Bachelor of Architecture. Trotz dieser Terminologie werden derartige Abschlüsse in der englischen Berufs- und Hochschulwelt wie Masterabschlüsse behandelt. Umgekehrt handelt es sich bei einem Master of Arts aus Oxford oder Cambridge (ebenso Dublin) nicht um einen Master-, sondern um einen Bachelorabschluss: Bachelor-Studenten dieser Universitäten erhalten mit Studienabschluss zunächst einen Bachelorgrad verliehen, können diesen aber nach einer festgesetzten Wartefrist von mehreren Jahren ohne weitere Prüfungsleistungen in einen Master of Arts umschreiben lassen. Der Abschluss wird aber in der Berufs- und Hochschulwelt (wo diese Besonderheit weithin bekannt ist) weiterhin als Bachelor-Abschluss betrachtet. „Echte“ Master-Abschlüsse gibt es an diesen Universitäten ebenfalls, diese werden aber nicht als Master of Arts betitelt, sondern mit anderen Bezeichnungen versehen, z. B. Master of Philosophy oder Master of Studies, so dass keine Verwechslungsgefahr besteht.
Ähnlich hierzu wird an den schottischen „ancient universities“ in den Geisteswissenschaften der Master of Arts als erster akademischer Grad nach einem vierjährigen Studium vergeben.

### Noten
Üblicherweise existieren im britischen Masterstudium nur drei Notenstufen:
- Pass („Bestanden“): Ab einer Punktzahl von 50 %.
- Merit („mit Auszeichnung“): Ab einer Punktzahl von 60 %.
- Distinction („mit besonderer Auszeichnung“): Ab einer Punktzahl von 70 %.[36][37][38][39]

Insbesondere an englischen Spitzenuniversitäten wie Oxford University und Cambridge University ist jedoch selbst die Notenstufe merit teilweise nur schwer zu erreichen. Punktzahlen von über 80 % gelten (ähnlich wie im deutschen Jura-Studium) meist als praktisch unerreichbar.
Manche Universitäten verwenden jedoch auch im Master die Notenstufen des Bachelors.

## Vereinigte Staaten und Kanada
Aufbau, Ausrichtung, Dauer und Zulassungsvoraussetzung beim Master-Studiengang können zwischen kanadischen Provinzen bzw. US-amerikanischen Bundesstaaten und sogar innerhalb einer nordamerikanischen Hochschule stark variieren. In Kanada unterliegen im Gegensatz zu den Vereinigten Staaten praktisch alle Universitäten einem einheitlichen staatlichen Qualitätskontrollsystem, die meisten davon sind Mitglied in der Association of Universities and Colleges of Canada (AUCC).
Um die Vergleich- und Anrechenbarkeit sicherzustellen, gelten sowohl das Hochschulranking als auch das Kurssystem mit Nummernkreisen (course codes) (vgl. Transcript of Records) als durchgängige Bewertungssysteme, die von Hochschulen und Arbeitgebern genutzt werden, um die Bedeutung eines Abschlusses und damit die Fähigkeiten von Studierenden bzw. Absolventen zu bewerten.
Allgemein kann zwischen den häufigeren berufsorientierten Master-Studiengängen (Non-Thesis oder Paper/Essay) mit einer Studiendauer von ein bis zwei Jahren und den selteneren forschungsorientierten Masterstudiengängen (Thesis) mit einer Studiendauer von zwei bis drei Jahren unterschieden werden.
Jährlich erhebt das Hochschulrankingsystem pro Department/Institut einer Hochschule die Qualität des Lehrpersonals, der Lehre, des Studienangebotes und des wissenschaftlichen Outputs. Beispielsweise finden sich im langjährigen Vergleich des vielerorts anerkannten QS World University Rankings die US-amerikanische Eliteuniversität Harvard University und die kanadische Spitzenforschungsinstitution McGill University jeweils auf Platz 1 ihres Heimatlandes, veröffentlicht durch U.S. News & World Report als World’s best Universities. Die seit 1983 durch US News & World Report publizierten Rankings werden insbesondere in den Vereinigten Staaten und Kanada als die einflussreichsten aller Rankings betrachtet.
Das vereinheitlichte Kurs-Nummernkreissystem (course-codes innerhalb einer Hochschule) gibt Auskunft über den Schwierigkeitsgrad (course level) pro credit. Für Masterstudiengänge können Kurse auf z. B. 5000er, 6000er und im Falle eines dreijährigen Spitzenforschungs-Master (Thesis) sogar auf Ph.D./7000er Level verlangt werden. Die offiziell bekannt gegebene Kurs-Anforderung an einen Master-Studiengang (course selection) stellt in der Regel die Minimalanforderungen dar. Je nach Prüfungsordnung können auch einzelne Institute innerhalb einer Hochschule autonom festlegen, welche Leistungslevel-Anforderung (course level) pro Master-Studiengang tatsächlich zu erfüllen ist, was Studierende oft erst nach ihrer Bewerbung beim Aufnahmegespräch erfahren. Beispielsweise kann an einer bestimmten Universität ein angebotener zweijähriger Master-Studiengang offiziell Kurse und Thesis auf z. B. 5000er- und 6000er Leistungslevel verlangen, der gleiche Studiengang an einem Spitzenforschungsinstitut innerhalb dieser Universität aber Kurse auf Ph.D./7000er Level sowie ein dem Promotionsverfahren ähnliches Ph.D.-format Thesis-Programm, wodurch die offiziell angeführte Regelstudienzeit um bis zu ein Jahr überstiegen werden kann. In letzterem Fall (auch Ph.D.1 equivalent Master genannt) kann der Abschluss mit bis zu ein bis zwei Jahren auf ein anschließendes drei- bis fünfjähriges Ph.D.-Studium angerechnet werden.
Die Zulassungsvoraussetzung steht in engem Zusammenhang mit dem Hochschulranking der gewählten Hochschule bzw. des Departments/Instituts sowie der tatsächlichen Leistungslevel-Anforderung (course level) an die Kurse bzw. die Thesis. Der Zugang kann bei einem Master an einer herkömmlichen Hochschule durch Abschluss eines Bachelor mit dreijähriger Studienzeit, im Fall eines Ph.D.1 equivalent Master an einer internationalen Spitzenforschungsinstitution durch Abschluss eines konsekutiven Bachelor with Honours/Baccalaureatus Cum Honore (bestehend aus einem dreijährigen Bachelor und einem darauf aufbauenden ein- bis zweijährigen Doctorate successive Thesis-Programm) oder eines nicht nordamerikanischen Master/Maîtrise/Magister/Diplom zugestanden werden. Zulassungsbeschränkungen können weiters mittels Bewertung von Wissenschafts-Referenzen, Motivationsschreiben, Thesis-proposal sowie Anwendung von hohen Numerus clausus und wissenschaftlichen, fachlichen und sprachlichen Eignungstests umgesetzt werden.
Abweichend zum europäischen ECTS-Punkt berücksichtigt der nordamerikanische credit keine Arbeitszeit außerhalb des Unterrichts (z. B. Lern-, Vor und Nachbereitungszeit), die durchschnittlich mit einem Seminar und gegebenenfalls mit einer Thesis verbunden ist. Um die durchschnittliche Gesamtarbeitszeit berechnen zu können, wird pro credit dessen Leistungslevel (vgl. auch course level im Transcript of Records) und das Hochschulranking derjenigen Institution, an der er vergeben wird, verrechnet: Werden z. B. 45 credits für einen Master (Thesis) auf durchschnittlichem Leistungslevel an einer herkömmlichen Hochschule erworben, so soll die den credits zugewiesene Präsenzzeit (on-campus und gegebenenfalls online) im Ausmaß von z. B. 2700 Stunden der durchschnittlich aufzuwendenden Gesamtarbeitszeit entsprechen. Wird hingegen dieselbe Zahl an credits durch arbeitsintensive Seminare auf höchstem Leistungslevel (z. B. Ph.D./7000er) sowie eine forschungsintensive Ph.D.-format Thesis an einer top-ranked Spitzenforschungsinstitution dokumentiert, so ergibt das Verrechnungs-Verfahren unter Umständen eine durchschnittliche Gesamtarbeitszeit im Ausmaß von 4500 Stunden (45 credits = 75-credit equivalent). Mit diesem Bewertungssystem soll der Vergleich und die Anrechnung von erbrachten Studienleistungen vereinfacht werden.
Vollzeitstudierende haben Ganztags-Vollzeitunterricht. In der Regel wird An- und Abwesenheit streng kontrolliert. Die Studiengebühr ist vielerorts nicht unerheblich.

## Tschechien
Siehe auch: Akademische Grade in Tschechien und der Slowakei
Nach einem erfolgreichen Masterstudium im Bereich der Geistes-, Sozial-, Rechts- und Naturwissenschaften sowie der Künste erlangt man den akademischen Grad Mgr. – Magister (tschechisch: magistr, slowakisch: magister). Der tschechische Magister-Grad wird dem Namen vorangestellt: Mgr. Max Mustermann.